# ビリー・シーン
ウィリアム・ローランド・シーン（英語: William Roland Sheehan, 1953年3月19日 - 、苗字の英語での発音はˈʃiʌn）は、アメリカ合衆国出身のベーシスト、ソングライター。身長185cm、体重70kg。既婚。
ハードロック・バンド「MR. BIG」のメンバー。高い技術を兼ね備え、業界でも実力上位に評価されているベーシストの第一人者。ロックシーンにおける「ベースヒーロー」の一人とされている。

## 略歴
幼少期、ジミ・ヘンドリックスの生前のステージを生で見る機会に恵まれたことから音楽の道を志す。ベースを手にしたきっかけは、ヤードバーズのベーシスト、ポール・サミュエル・スミスと、自宅の近所に住んでいたジョー・ハッシーというベーシストからの影響であると語っている。
タラス、MR. BIG、ナイアシンなどのバンドに在籍し、数々の作品を残している。またデイヴィッド・リー・ロスやスティーヴ・ヴァイ、B'z、松本孝弘のレコーディングやライブへの参加、友人でもある超絶技巧を有するドラマー・テリー・ボジオとのアルバム発表も話題になった。また一時的にではあるが、UFOのツアーに参加したこともある。
2006年には新しい教則本とDVDも発売し、スティーヴ・ヴァイとのライブなどにも参加している。2010年にはエディ・ジョブソンの The Ultimate Zero Project のメンバーとして来日公演を行なっている。
2012年にはリッチー・コッツェン、マイク・ポートノイとのトリオ編成によるバンド「ザ・ワイナリー・ドッグス」を結成。2013年にアルバム『ザ・ワイナリー・ドッグス』でデビュー。7月には初来日公演も行われている。
2017年、マイク・ポートノイ、デレク・シェリニアン、ジェフ・スコット・ソート、ロン・サールとのプログレッシブ・メタルバンドであるサンズ・オブ・アポロを結成。
近年でも様々なバンドに参加し、70歳を越えてもなお精力的に活動中。
1971年からサイエントロジーの信奉者であるが、他の宗教にも敬意を払っており、積極的な勧誘は行っていない。「もし自分が何を信仰しているかに興味のある人がいたら、少しだけだけど、是非とも教えてあげるよ。でも、自分の宗教は自分で見つけるのが肝心だ」とインタビューで語っている。

## 奏法
プレイスタイルはティム・ボガートからの影響が強く、彼をフェイヴァリット・ベーシストとしている程である。
フィンガー・ピッキングを多用し、ピック奏法を用いることは殆どない。ストラップを短くしているため、演奏時はベースを胸、又はみぞおちの辺りという高位置で演奏している（本人曰く｢椅子に座って弾いている位置で弾いている｣との事）。そのため腕は伸ばさず、肘をくの字に曲げながら演奏している。スリーフィンガー・ピッキングとライトハンド奏法を駆使した速弾きは、ファンに強烈なインパクトを与えた。
スリーフィンガー・ピッキングを始めた理由は、アートロックバンド・ヴァニラ・ファッジのレコードでのティム・ボガートのプレイを聴き、ビリーが「ティムのピッキングの速さはきっと3本の指を使っているんだ」と思い込んだからであるが、実際はティムはスリーフィンガー・ピッキングではなく、レイキング奏法で演奏していた。ティムは、ビリーを「僕のプレイに影響されたとビリーが言ってくれるのは本当に光栄だ。ビリーはその影響をうまく消化して、自分自身のスタイルをきちんと確立していると思うよ。ビリーのプレイは確実にビリー自身のものだね。」と評価している。
ライブでのベースソロではベンディングも多用し、スリーフィンガー・ピッキングに飽き足らず、人差し指、中指、薬指に小指を加えたフォーフィンガー・ピッキングも披露する。また、MR. BIGにおけるポール・ギルバートのギターとのドリルピッキングの掛け合いも、彼を語る上で欠かせない。ドリルピッキングを用いるベーシストは数少なく、希少な存在である。
一方でスラップ奏法はあまり得意ではないらしく、本人も「僕が若い頃は、白人は『親指テクニック(スラップ奏法のこと)』は必要とされなかったんだ」と語っている。しかし最近は自身が出演しているビデオなどでスラッピングを披露していたり、ナイアシンの楽曲である「Slapped Silly」でも要所要所でスラッピングを見せ、特にイントロではハモンドオルガンの音色と絡めた高度なスラッピングフレーズを披露するなど、スラップ奏法の技術も上達していると言える。
5弦ベースや6弦ベースも所有はしているが、ステージでそれらの楽器を使うことはない。また、ソロ・アルバムでは、バリトンギターを披露しており、重心の低い独特のアンサンブルを聴かせている。また、ステージでは、ダブルネック・ベースを演奏することもあり、ポール・ギルバートとのかけ合いで視覚的効果に富んだステージングを披露している。

## 使用機材
独特のプレイスタイルを早くから確立していた彼ゆえ、機材にも独特のスタイルがある。
ハイスクールの頃に入手したフェンダー・プレシジョンベースにギブソンのEB-0のフロントピックアップをウーファーピックアップとして取り付け低音域を確保し、元々のピックアップをツイーター（アンプ側で更に2系統に分岐させクリーンアウトとディストーションアウトを派生させている）として使用するステレオ出力に改造したものを、デビュー時から長らく使用していた。通称『ワイフ』。フロントピックアップにハイカットスイッチ、ボリュームポット、トーンポット。リアピックアップにボリュームポットとトーンポットをそれぞれ備える（リアのトーンポットは後に撤去される）。改造はそれだけでなく、4弦のペグにレバー操作で瞬時にチューニングを一音下げる事ができるHipshot社製のエクステンダー・キーが取り付けられているほか、ネックはテレキャスター・ベースのものに交換され（ティム・ボガートの影響と言われている）、1、2弦の最終4フレット分の指板にスキャロップ加工が施されている。元々はサンバーストフィニッシュであったが、オリジナルの塗装はほとんど残っていない。これが、その後の彼の使用するベースの基本となる。
その後ヤマハと契約し、BB3000、RBXのカスタムメイドの使用を経て、いよいよメインベースの地位を確立した"Attitude"が登場する。DiMarzio製の特製ピックアップにステレオ出力、フロントピックアップの高域カットスイッチ、そしてかなり太く分厚いネックグリップ、高音弦の部分スキャロップ加工と、ビリーのこだわりを完璧に具現化したものとなっている。このAttitudeには、彼だけのものとして、指板にLEDを埋め込んだもの、8弦のもの（スイッチを切り替えて、ピッコロベースとなる高音だけ出力できる）、ダブルネックのものが存在する。一方で、｢僕の求めるトーンを、ビギナーにも幅広く楽しんで欲しい｣という彼の願いを具体化したモデルが、2009年にヤマハからリリースされた。このベースは、本人の監修のもとインドネシア工場で製造される。また市販されている"Attitude"は、ビリー側からの契約条件として「市販されるモデルは自分がステージで使用するものと全く同じものであること」という条件の元で製造されるため、市販されるモデルは基本的にビリー本人がステージで使用するものと寸分の違いも無いものとなっている。現在市販されているモデルはフロントピックアップがDiMarzioのものからヤマハのオリジナルウーファーピックアップに変更され、ボディとネックのジョイントが新しく開発された特殊なジョイント方式に変更された他、ヤマハが独自に開発したボディとネックの振動伝達性を高める「A.R.T」という加工が施されている。
弦はロトサウンド製のビリー・シーン・モデルを使用。
ベースがステレオアウトプットである上に、様々なプリアンプ、パワーアンプ、イコライザー等を介しているため、システム自体がかなり巨大なものになっている。アマチュアでこれを再現するのは不可能に近いと言われているが、ビリーはこのシステムをフル活用して、バンドサウンドの中でも決して埋もれる事の無い、太くてパワフルな広がりのあるトーンを得ている。アンプはアンペグを使用していたが、2010年頃からアンペグが生産拠点をアメリカから東南アジアに移したことでメーカーとの関係が上手く行かなくなったため、ハートキーのアンプを使用し始め現在同社と契約している。それに合わせ、システム自体も若干のコンパクト化が図られている。

## 作品

### ソロ
- 『コンプレッション』 - Compression (2001年)
- 『コズミック・トゥルバドーア』 - Cosmic Troubadour (2005年)
- Prime Cuts (2006年) ※コンピレーション
- 『ホーリー・カウ!』 - Holy Cow! (2009年)

### 参加グループ

#### タラス
- 『タラス』 - Talas (1979年)
- 『シンク・ユア・ティース』 - Sink Your Teeth Into That (1982年)
- 『ライヴ』 - Live Speed on Ice (1983年)
- 『ビリー・シーン：ザ・タラス・イヤーズ』 - Talas Years (1990年) ※コンピレーション
- 『ライブ・イン・バッファロー』 - If We Only Knew Then What We Know Now (1998年)

#### スラッシャー
- 『スラッシャー』 - Burning at the Speed of Light (1985年)

#### トニー・マカパイン
- 『エッジ・オブ・インサニティ』 - Edge of Insanity (1986年)

#### KUNI
- 『マスク』 - Masque (1986年)

#### グレッグ・ハウ
- 『グレッグ・ハウ ＜I＞』 - Greg Howe (1988年)

#### デイヴィッド・リー・ロス
- 『イート・エム・アンド・スマイル』 - Eat 'Em And Smile (1986年)
- 『スカイスクレイパー』 - Skyscraper (1988年)

#### ナイアシン
- 『ナイアシン』 - Niacin (1996年)
- 『ビリー・シーン・プロジェクト・ライヴ』 - Live! - Blood, Sweat & Beers (1997年)
- 『ハイ・バイアス』 - High Bias (1998年)
- 『ディープ』 - Deep (1999年)
- 『タイム・クランチ』 - Time Crunch (2001年)
- 『オーガニック』 - Organik (2005年)
- 『クラッシュ！ - ジャパン・エクスパンデッド・ヴァージョン』 - Krush (2013年)

#### エクスプローラーズ・クラブ
- 『エイジ・オヴ・インパクト』 - Age of Impact (1998年)

#### テリー・ボジオ&ビリー・シーン
- 『ナイン・ショート・フィルムス』 - Nine Short Films (2002年)

#### ポートノイ、シーン、マカパイン、シェリニアン
- 『ライヴ・イン・TOKYO』 - Live In Tokyo (2013年) (CD+DVD、2CD+DVD)

#### ザ・ワイナリー・ドッグス
- 『ザ・ワイナリー・ドッグス』 - The Winery Dogs（2013年) (CD+DVD、CD)
- 『アンリーシュド・イン・ジャパン2013:ザ・セカンド・ショウ』 - Unleashed In Japan 2013: The Second Show (2014年) (DVD+2CD、DVD)
- 『ホット・ストリーク』 - Hot Streak (2015年) (CD)
- 『ホット・ストリーク 2016 ジャパン・ツアー・エディション』 - Hot Streak 2016 Japan Tour Edition (2016年) (CD+DVD)
- 『ドッグ・イヤーズ 2013-2016 ライヴ・イン・サンチャゴ&ビヨンド』 - DOG YEARS 2013-2016 Live in Santiago & Beyond (2017年) (DVD+CD、Blu-ray＋CD)
- 『スリー』 - III (2023年) (CD)

#### サンズ・オブ・アポロ
- 『サイコティック・シンフォニー』 - Psychotic Symphony (2017年)
- 『Live With The Plovdiv Psychotic Symphony』 (2019年)
- 『MMXX』 (2020年)

### ゲスト参加

#### 日本人ミュージシャン
- 奥井雅美
  - 『TURNING POINT』 (2000年)
  - 『NEEI』 (2000年)
  - 『S-mode #1』 (2001年)
  - 『Shuffle』 (2001年)